# Петър Пейков
Петър Пейков (1934 - 2015) е български актьор.

## Биография
През 1955 г. завършва актьорско майсторство във ВИТИЗ „Кръстьо Сарафов“ в класа на Боян Дановски.
През периода 1955 – 1958 г. играе в Драматичния театър в Бургас. От 1958 г. Пейков е щатен актьор на Сатиричен театър „Алеко Константинов“ в София.
Участва в детската телевизионна поредица „Педя човек – лакът брада“.
Играе в различни продукции на телевизията като телевизионен театър, хумористични миниатюри, а също така прави записи на много приказки за Балкантон.
Петър Пейков умира през 2014 г. Същата година актрисата Ирини Жамбонас посвещава своята награда „Аскеер“ за най-добра поддържаща актриса на Пейков.

## Театрални роли
- „Пет бременни пиеси“ (1983) (Дарио Фо и Франка Раме) – професорът

## Телевизионен театър
- „Чичовци“ (1984) (Иван Вазов) – Николаки
- „Стачката“ (1982) (Кирил Василев)
- „Арсеник и стара дантела“ (1980) (от Джоузеф Кесълринг, реж. Асен Траянов), 2 части
- „Емилия Галоти“ (1978) (Готхолд Ефраим Лесинг)
- „Дневникът на един руски полковник“ (1977) (К. Василиев) – полковник Фьодор М. Прерадович
- „Убийство в библиотеката“ (1975) (Брягинский и Рязанов)
- „Лисичета“ (1975) (Лилиян Хелман)
- „Луди пари“ (1973) (Николай Островски)
- „Виждали ли сте някога река?“ (1972) (Ангел Вълчанов)
- „Диалози“ (1970) (Кръстю Пишурка)
- „Кристалната пантофка“ (1965) (Тамара Габе)

## Звукороли и участия в звукозаписи
- „Да послушаме и се посмеем“ (1987) (Учтехпром)

## Филмография
| Година | Филми и Сериали            | Серии  | Копродукции                                        | Роля                                                                                                   |
| ------ | -------------------------- | ------ | -------------------------------------------------- | --- |
| 1995   | Тя – (Elle)                |        | Франция / България / Чили / Швейцария / Португалия | |
| 1989   | Екзитус                    |        |                                                    | |
| 1986   | Стая за трима              |        |                                                    | |
| 1985   | Характеристика             |        |                                                    | |
| 1979   | Аберацио Иктус             | 3      |                                                    | |
| 1977   | Два пъти ура за ваканцията | 3 нов. |                                                    | учител по физкултура (в 1-та: „Два пъти ура за ваканцията“) и директорът (във 2-та: „Момче за всичко“) |
| 1969   | Осмият                     |        |                                                    | полковник Гатев                                                                                        |
| 1968   | Танго                      |        |                                                    | директорът на затвора                                                                                  |
| 1961   | Последният рунд            |        |                                                    | теглещия боксьорите                                                                                    |
| 1955   | Точка първа                |        |                                                    | Йото „Колелото“                                                                                        |